# Aero 750
Der Aero 750 war ein tschechoslowakisches Automobil, das Aero im Jahr 1934 baute.
Dabei wurden rund 40 Rahmen des Aero 20 mit Roadster-Aufbau und einem Motor mit 750 cm³ versehen, der 22 PS leistete. Dieser Motor war eine aufgebohrte Version des Antriebs aus dem Aero 18.
Der Aero 750 wurde primär zu Test- und Rennzwecken entwickelt. 

## Motorsport
Bei den 1000 Meilen der Tschechoslowakei im Juni 1934 errang Antonin Nahodil auf Aero 750 den Klassensieg bis 750 cm³.